# 六榕寺
六榕寺位于廣東省广州市越秀区六榕街道文园巷社区六榕路87号，为一座佛教寺庙，至今已有1460多年历史，内有建于宋代的六榕花塔。广州四大丛林（六榕、光孝、华林、海幢）之一，六榕寺为广州佛教圣地，亦为广州旅游景点及名胜古迹之一。大門上有一副對聯“一塔有碑留博士，六榕無樹記東坡”，为民国初年顺德文人岑学侣撰写，联中“博士”指的是王勃，“东坡”指的是苏轼，以纪念他们对六榕寺的贡献。

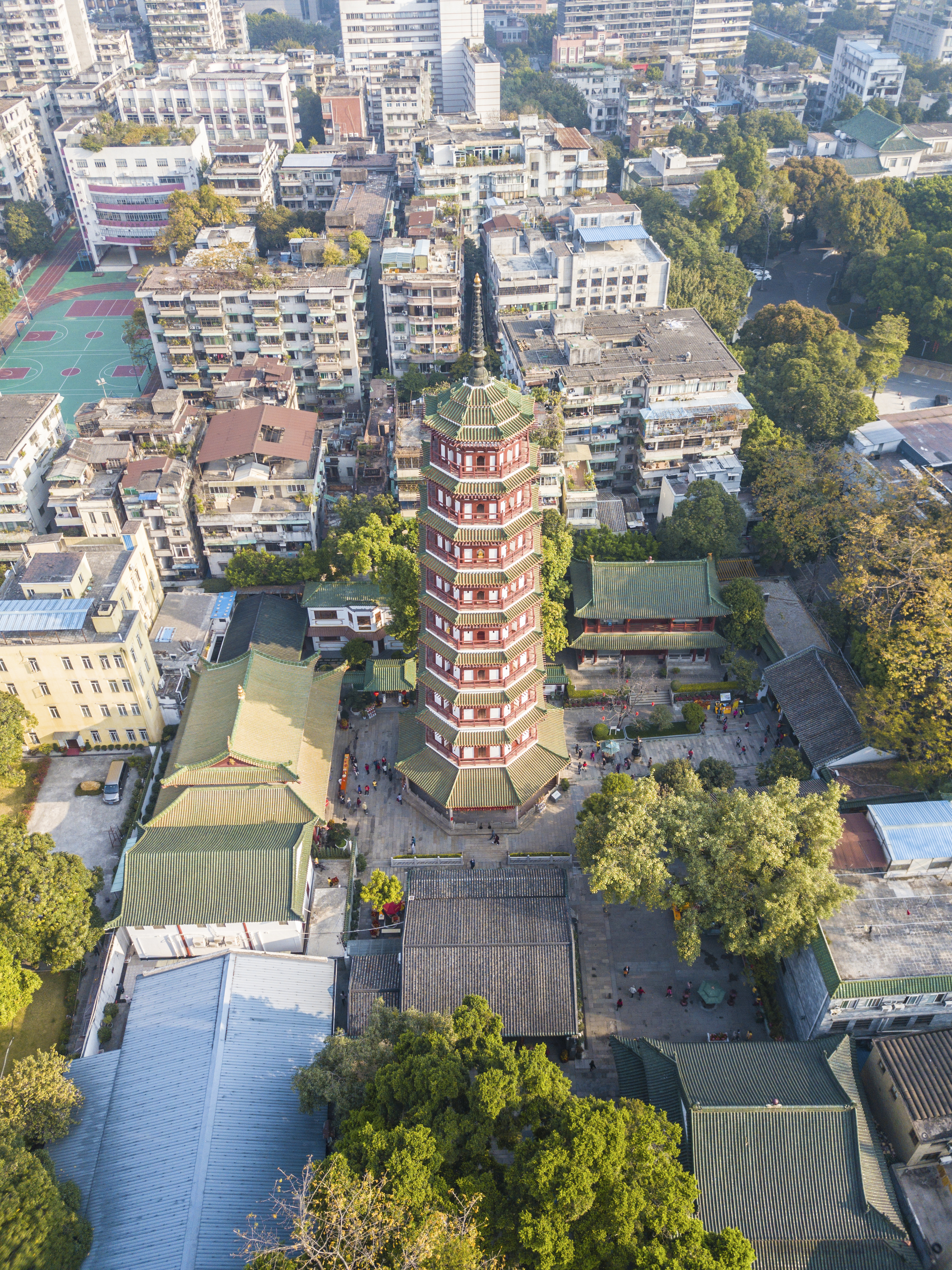
六榕寺鸟瞰（摄于2018年2月）

## 历史

### 寺庙

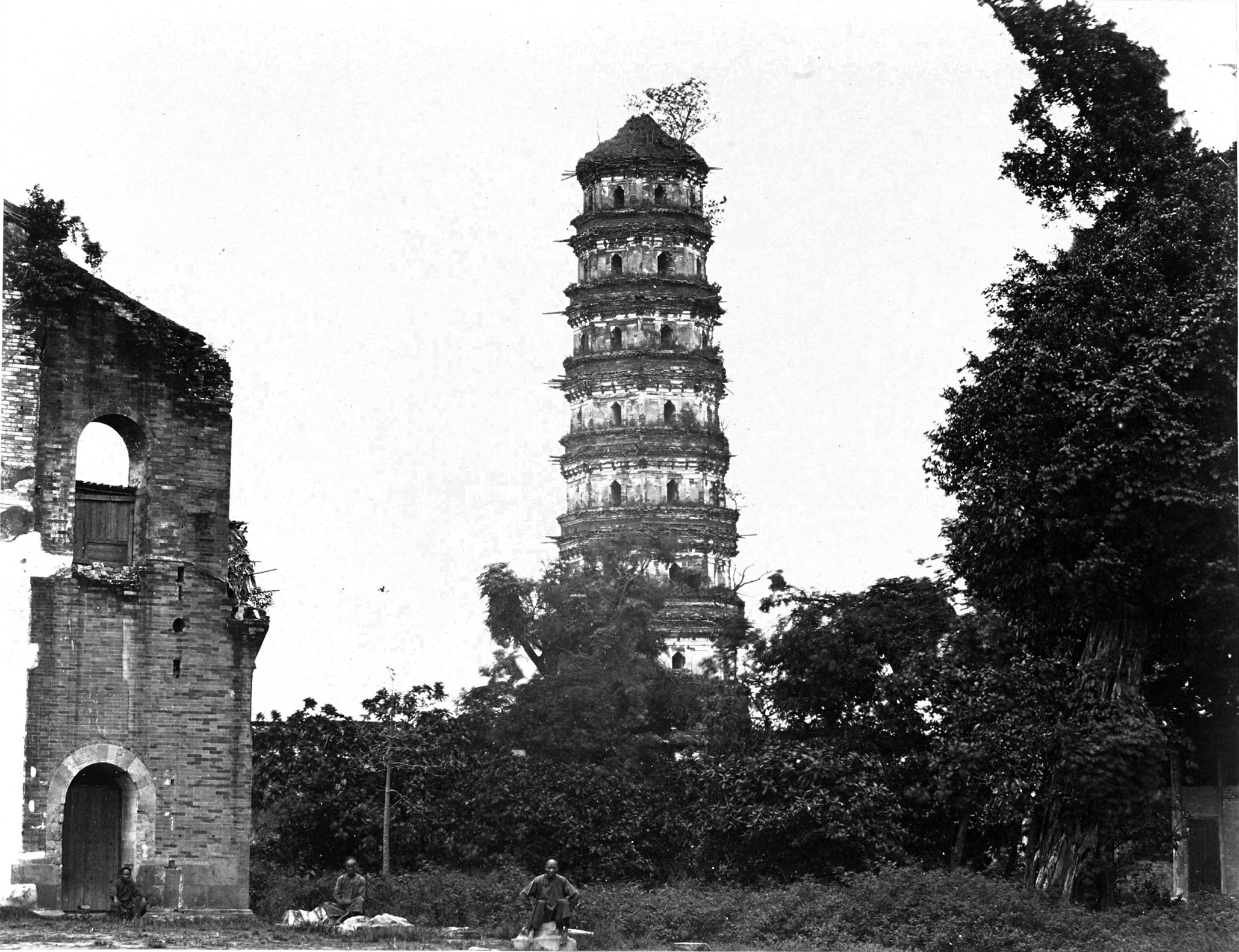
一张摄于1863年的照片，图中为当时的六榕寺和花塔

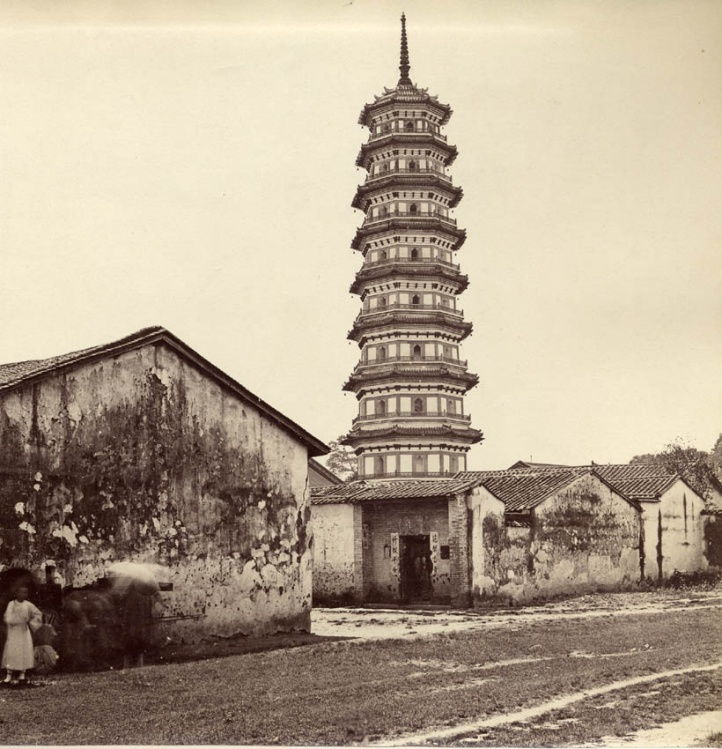
1880年代重修後的花塔

南北朝时期，梁武帝萧衍派他的母舅沙门昙裕大智法师到真腊（今柬埔寨）求得佛舍利带回广州后，便命令广州刺史萧誉建造了这座寺和塔，当时分别称宝庄严寺和舍利塔。相传唐上元二年（675年），初唐四杰之一的王勃来到广州，应宝庄严寺主持之邀，挥毫写下了《广州宝庄严寺舍利塔记》。到唐朝高宗时重修。五代南汉时改为长寿寺，每逢上元节、中秋节，人们都蜂拥到寺裡，点灯祈求丰年。到宋太宗时再重修，改名净慧寺。后毁于火灾，塔亦被毁。宋哲宗年间，广州人林修，在原塔基下重建千佛塔，并将佛舍利埋于塔下。北宋元符三年（1100年），苏轼被贬岭南时，从海南北归，路经广州，时净慧寺僧人慕东坡之名，力邀其为寺题字。苏东坡见寺内有六棵枝叶繁盛的古榕，便欣然提笔写下“六榕”二字，字为楷体，遒丽奇雅，厚重雍容。明成祖永乐九年（1411年）改名为六榕寺。苏轼所题匾额，今天仍高悬于寺门上。
近人柳橋金保泰撰書的長聯，描述了寺中景勝文物：「勝跡數名山，達摩履，東坡展，王勃碑，當年蠻海尋幽，三百鐘聲留過客；仔肩擔大法，舍利塔，南宗像，太湖石，此時格亭得古，五千弟子有傳人。」

### 花塔

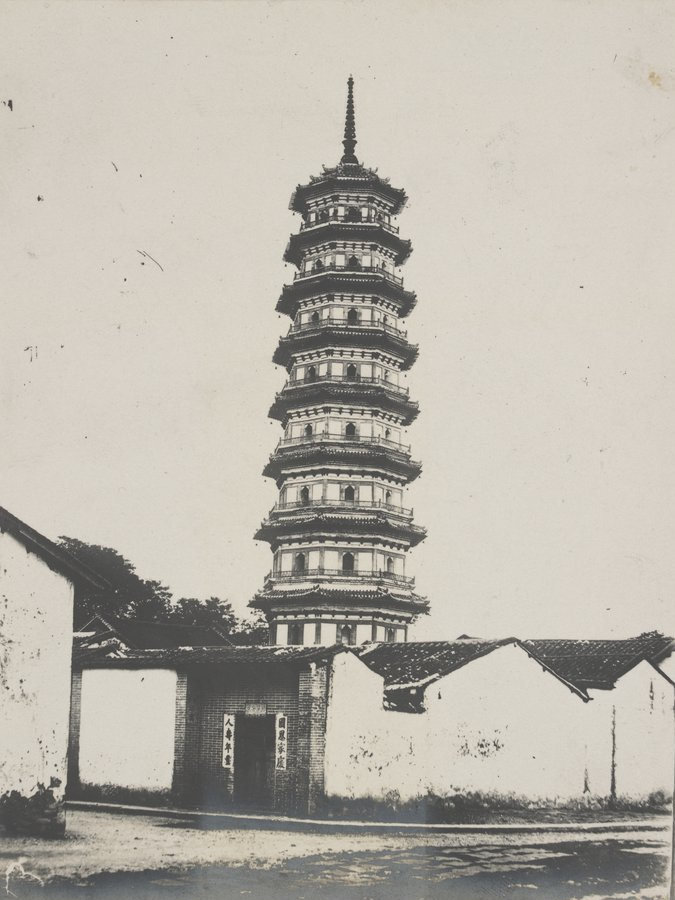
1900年代的花塔。

千佛塔，广州人俗称花塔，此塔塔基是用花岗岩石砌筑的九井环基，塔顶有元至正十八年（1358年）铸造的千佛大铜柱，连上面的九霄盘、宝珠及下垂的铁练总重达5000公斤。
花塔从北宋重修到现在已有900年的历史，中间又经过多次重修，直到明朝嘉靖二十八年由住持德隐进行了一次大修，花塔的面貌，基本上与今天一样。

### 寺门位置
宋代广州净慧寺山门在今中山六路，明初割寺之半为永丰仓，山门亦在被割之列，洪武八年（1375年）在千佛东重建觉皇殿，改后山门东向。民国十年（1921年），市政府拆城筑路，在六榕寺东部先後辟建花塔街（今六榕路）和净慧公园（今广东迎宾馆），以致山门再往後退与天王殿相连，寺院范围再次缩小。而今占地面积不足八千平方米，塔、殿、堂、楼、阁、廊、舍等建筑总面积4350平方米。此外，东北距寺院三公里处之白云山柯子岭，尚有一片面积为4315平方米的祖师墓塔杯，1996年辟建为墓园。

### 年表

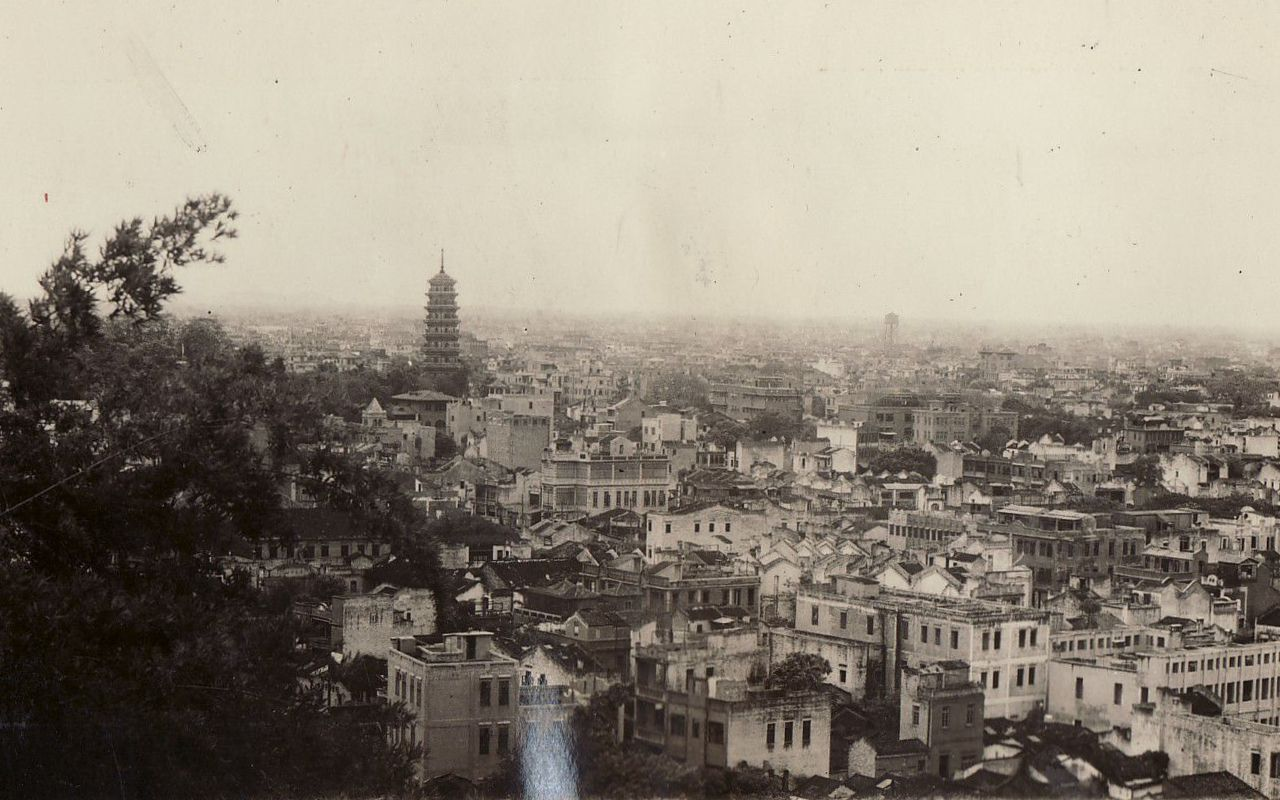
中華民國時期的鳥覽圖，遠處可見花塔。

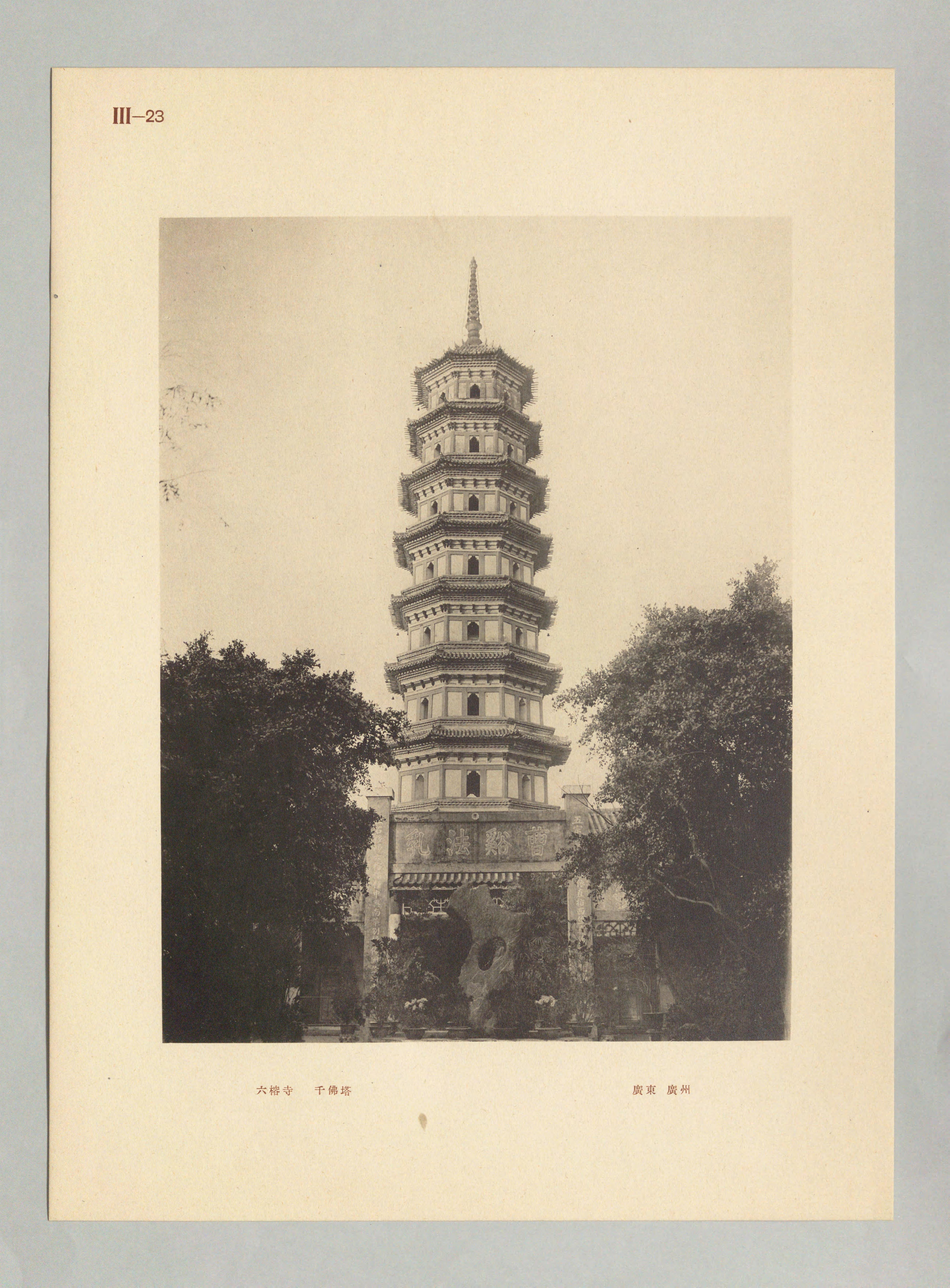
1939年至1941年的花塔。

#### 早期
元至正十八年（1358年），重修舍利塔，並鑄9.14米高的千佛銅柱，柱身刻有1023尊佛像及祥雲天宮寶塔圖，連同塔頂的火焰寶珠、三層九霄寶盤、九層寶輪、一層雙龍寶盤、八根鐵鍊組成重達5噸的塔剎。明洪武六年（1373年），寺院一半面積被闢為永豐倉，自此之後山門便改為向東，寺院面積也日漸縮小，而六株古榕因寺院被割而處於寺外（原淨慧寺規模宏大，佔地甚廣，山門朝南，「橫直綿亙實逾二裏」）。
洪武八年（1375年），寺僧愈堅和尚等重修於元末明初期間被損塔殿，並在塔東闢建覺皇殿，此後六百年都以此殿為大殿，在文革時被毀。洪武二十八年（1395年），淨慧寺曾一度被歸併於西禪寺，六祖銅像隨後也被遷往西禪寺。永樂九年（1411年），淨慧寺重修，僧人將蘇東坡遺墨「六榕」二字，刻造一木匾懸掛於寺門之上，自此淨慧寺又稱六榕寺，舍利塔稱六榕塔。此後經明正統、嘉靖、萬曆、天啟及清乾隆年間均有重修。
清咸豐六年（1856年），因颱風侵襲致塔頂墮地。同治十三年（1874年），清政府從海防經費中撥出巨款進行修繕。光緒元年（1875年），繼咸同年間修建殿宇之後，重修千佛塔並已竣工，並撰《重修六榕寺佛塔記》。光緒二十六年（1900年），清政府詔封六榕寺住持鐵禪為廣東僧綱司。

### 中華民國
民國元年（1912年），當局廢除僧官制度成立廣東省佛教會，會址設於六榕寺，鐵禪被推為會長。同年5月，孫中山辭去臨時大總統一職回到廣州，鐵禪組織廣東佛教界人士在六榕寺舉行隆重的歡迎大會，支持國民革命，孫中山題書「自由、平等、博愛」貽贈六榕寺。
民國二年（1913年），鐵禪和尚率四眾弟子迎回僑龕西禪寺達數百年之久的慧能銅像，並修建六祖堂供奉。再補植榕樹四株（六株古榕時存二株：一在東坡精舍後、福泉新街後側；一在寺東舊平南王府。），建補榕亭，築東坡精舍，樹立“曹溪法乳”牌坊，收歸散置在外的太湖奇石“朵雲”等。
民國四年（1915年），廣州地震，塔內壁與千佛銅柱之間被震裂（廣州在1915至1935年共錄得7次地震，其中比較劇烈的是1915與1918年兩次）

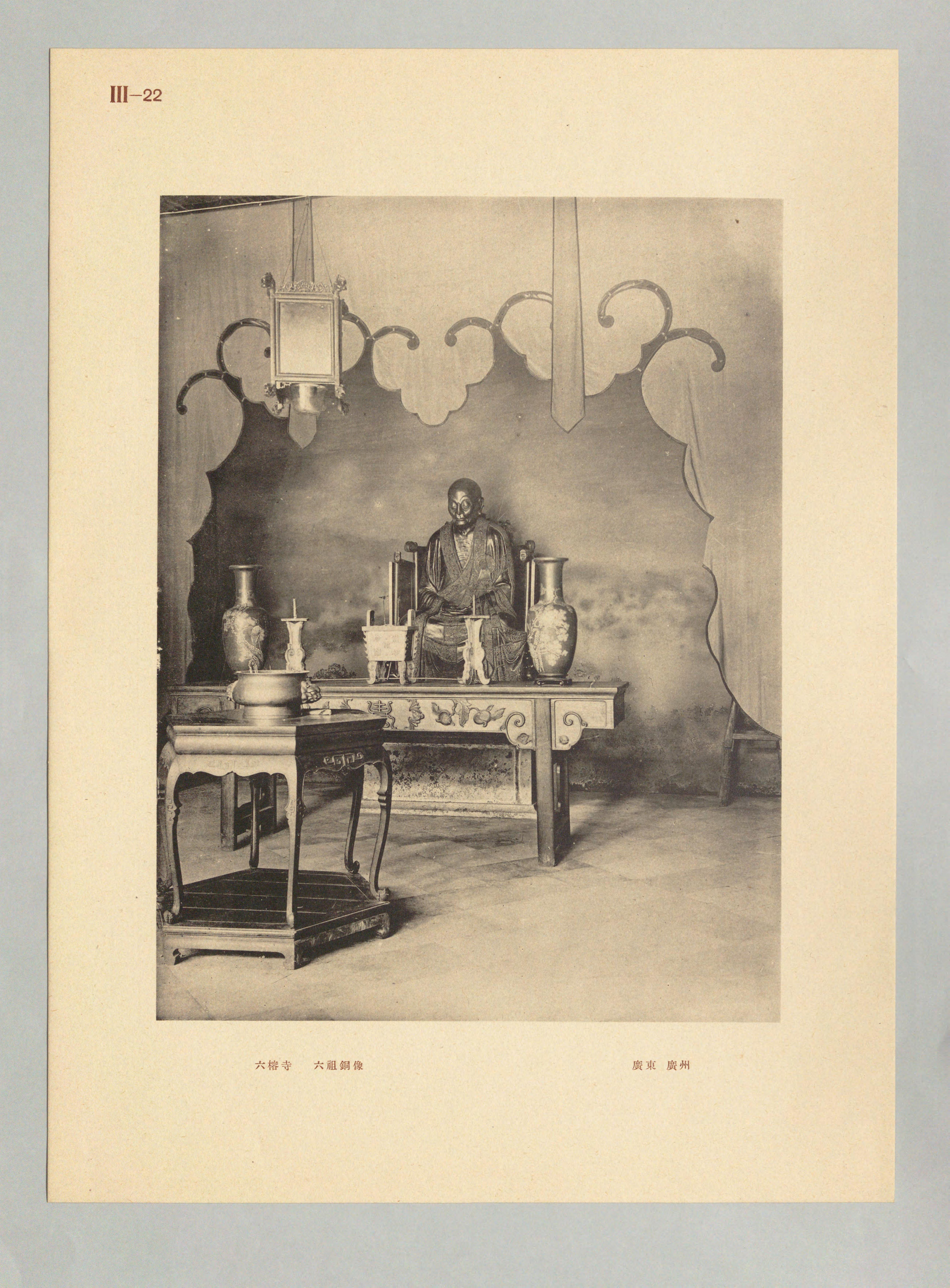
六祖銅像

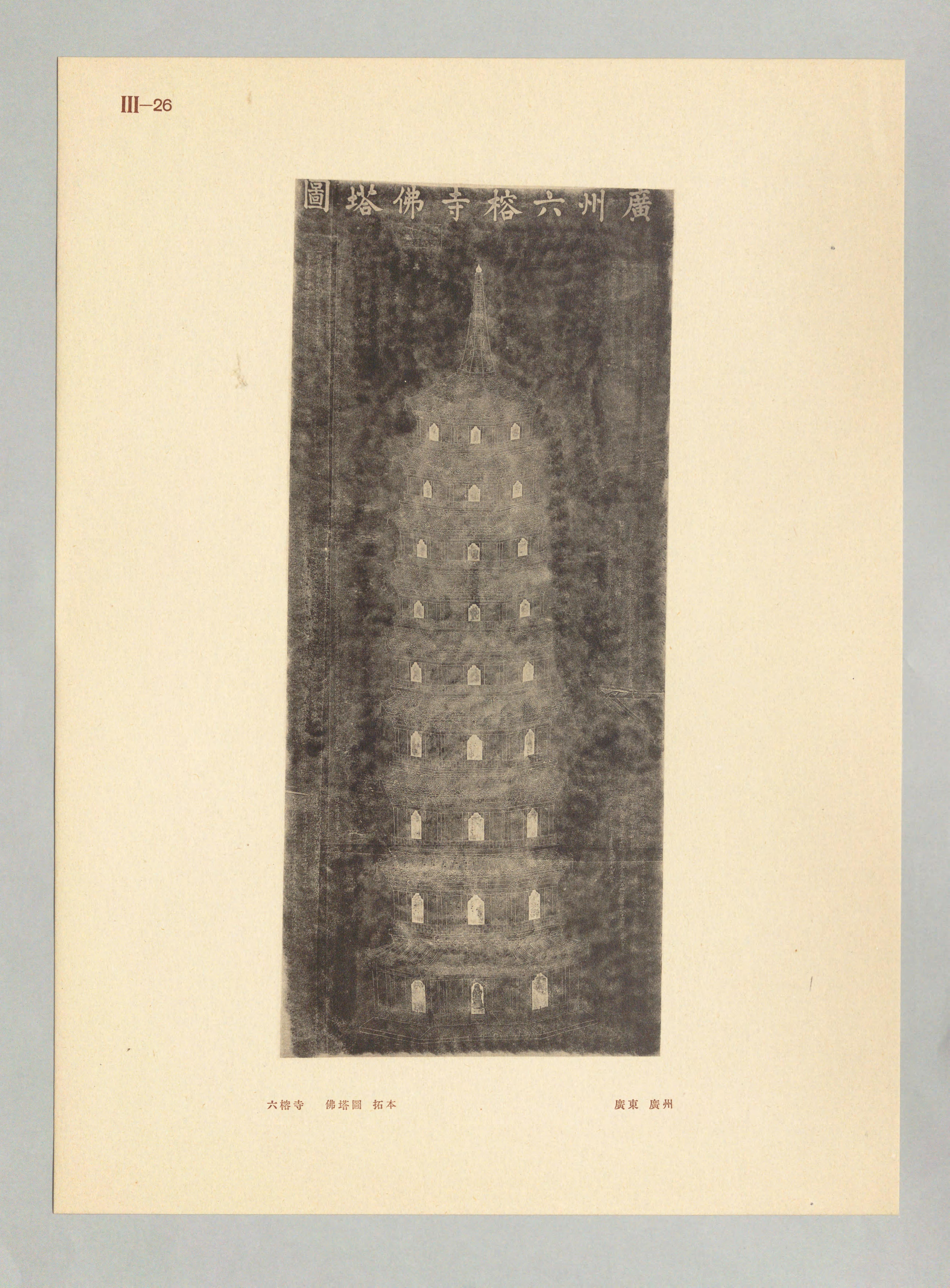
佛塔圖拓本

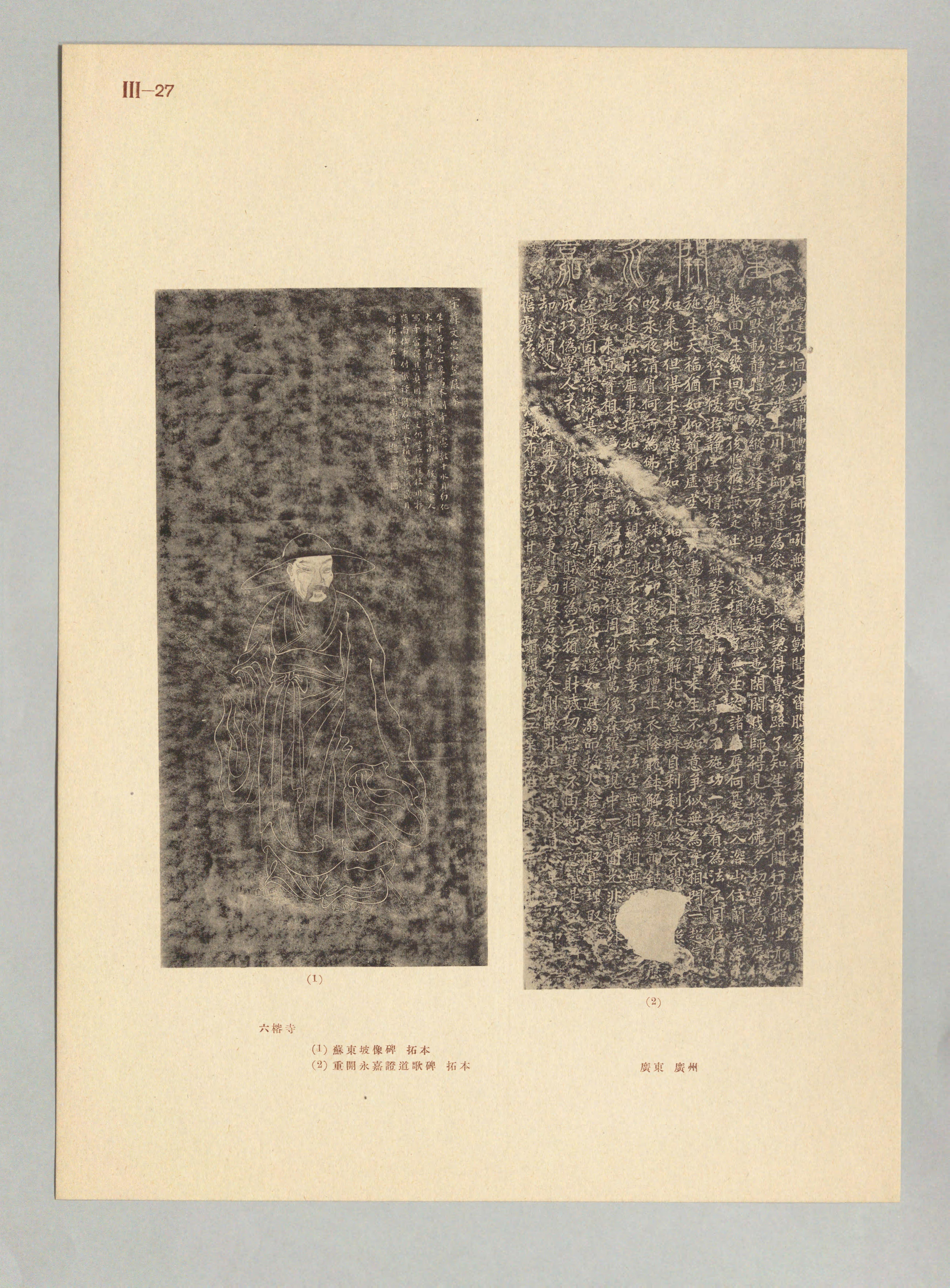
《蘇東坡像碑》拓本及《重開永嘉證道歌碑》拓本。

民國十年（1921年），市政府在六榕寺東開闢花塔街（今六榕路），又割寺東建造淨慧公園，寺院面積再度縮小。1931年重修花塔，在內部用鋼筋水泥以加固。民國24年（1935年）4月，舉行花塔重修落成典禮，梁致廣居士撰《重修六榕寺花塔記》。
民國二十七年（1938年）10月，日本侵華廣州淪陷，鐵禪避難於番禺、佛山等地。民國二十八年（1939年）6月，日偽政權派人強行將鐵禪接回六榕寺，並委以偽政權之佛協會長。至民國三十五年（1946年）日本投降後，鐵禪欲告老還鄉，致函延請乳源雲門寺住持虛雲接管六榕寺，隨即因「漢奸罪」被判處有期徒刑八年。同年9月17日，虛雲奉玄奘頂骨舍利，於六榕寺設七天七夜的水陸道場法會，以超薦抗日陣亡將士。適逢六榕寺北堂桃樹開花，胡毅生（胡漢民之弟）寫下《緋桃瑞應記》一文。八月中旬，虛雲與弟子寬鑑等來到廣州接管六榕寺，並向國民政府呈文保釋鐵禪，但最高法院湘粵分庭只肯改判為四年徒刑，最終鐵禪9月27日在獄中病死，蒙冤而逝。
1948年，寬鑑偷取六榕所有重要財產和文物逃往香港，其中有寺內四件珍貴文物：遼代紫銅精鑄的藥師佛像、玄奘法師頂、淡歸詩和漢玉等，稱「淨慧寺鎮山四寶」。待虛雲和尚發覺後即刻追還，並免去寬鑑方丈職務，改由明觀法師繼任住持，至中共建政前夕明觀法師去了香港。

### 中华人民共和国

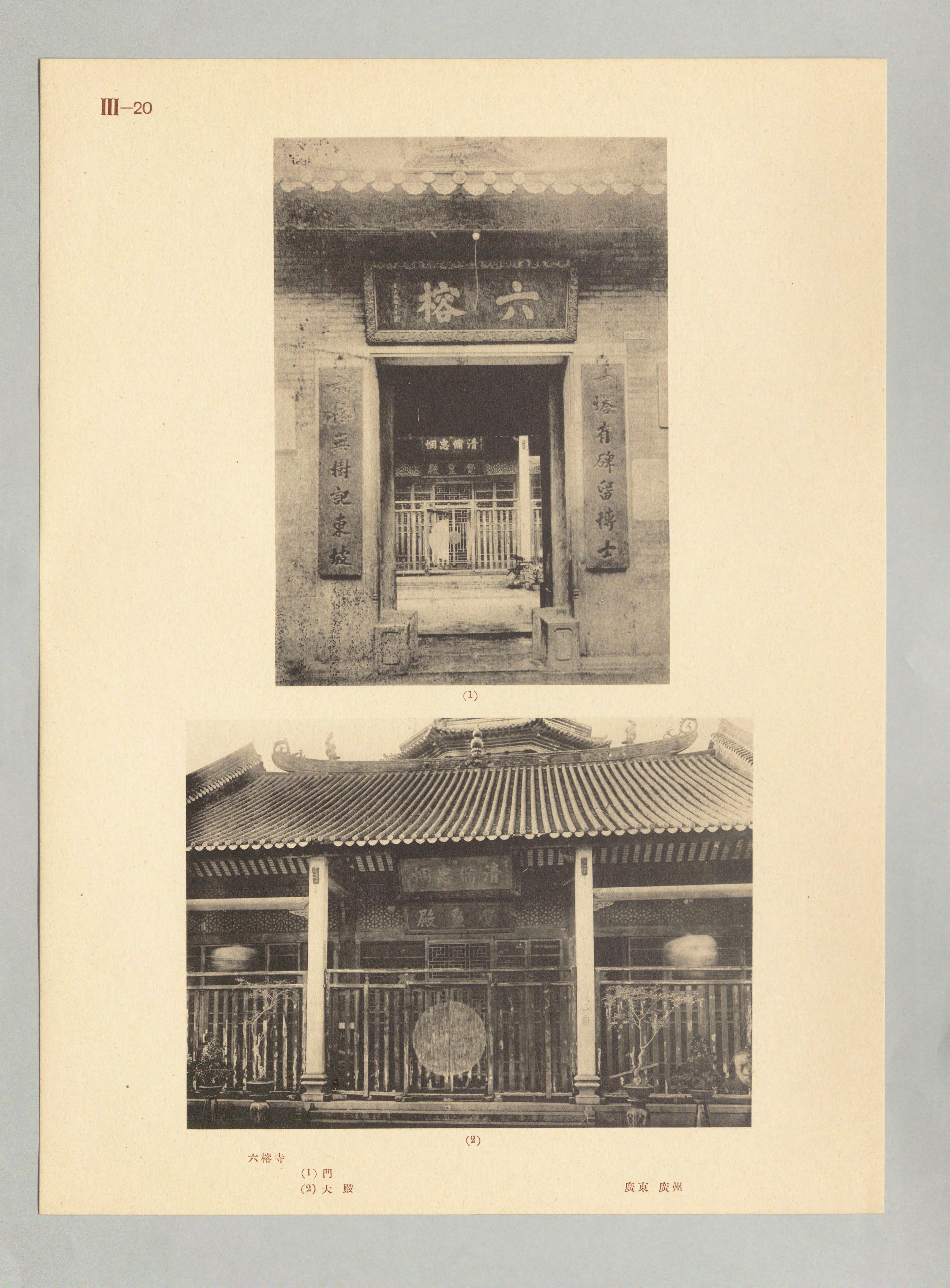
六榕寺大門及覺皇殿。文革期間，大門牌匾及覺皇殿均被毀。關野貞攝。

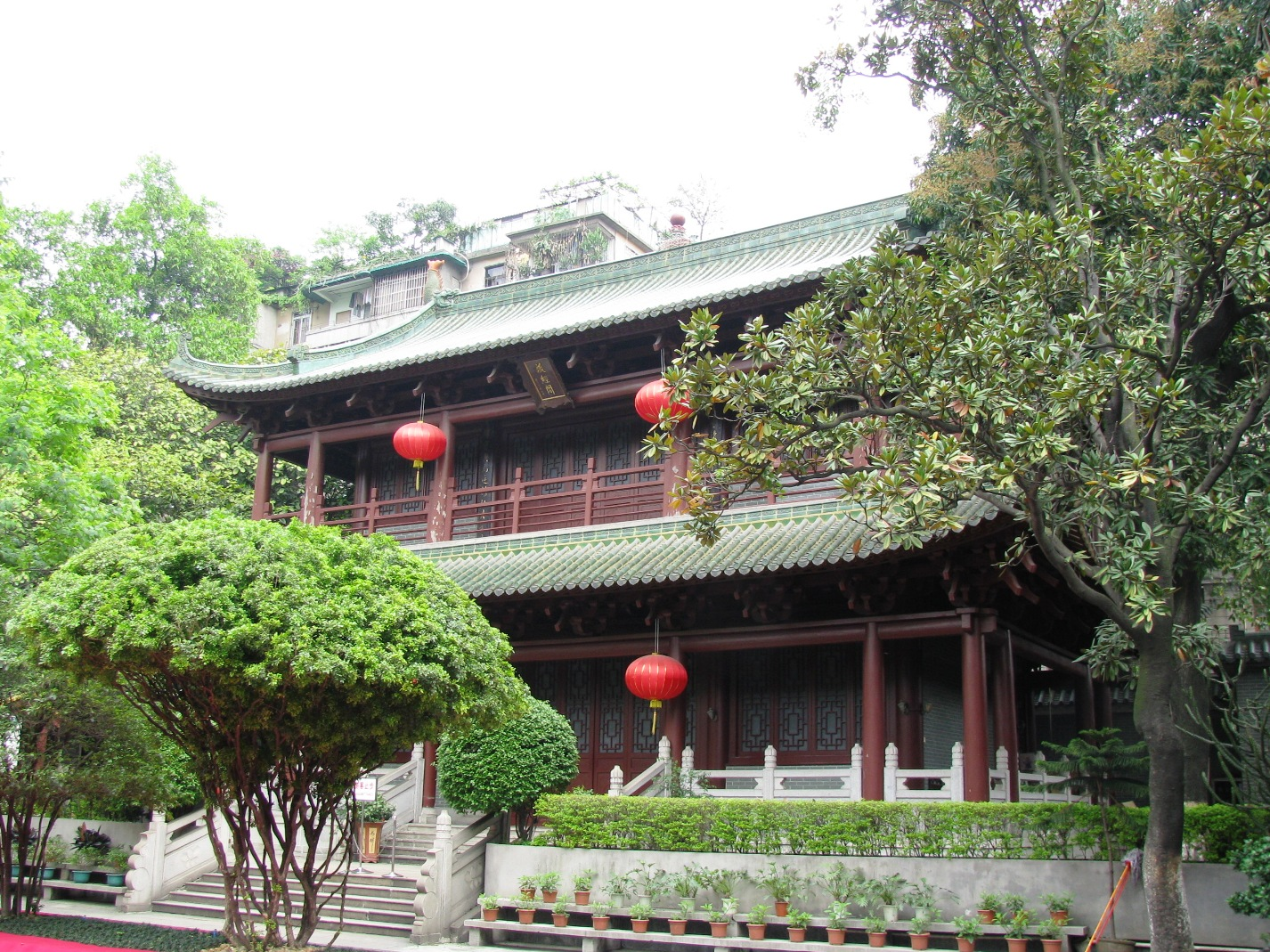
藏经阁

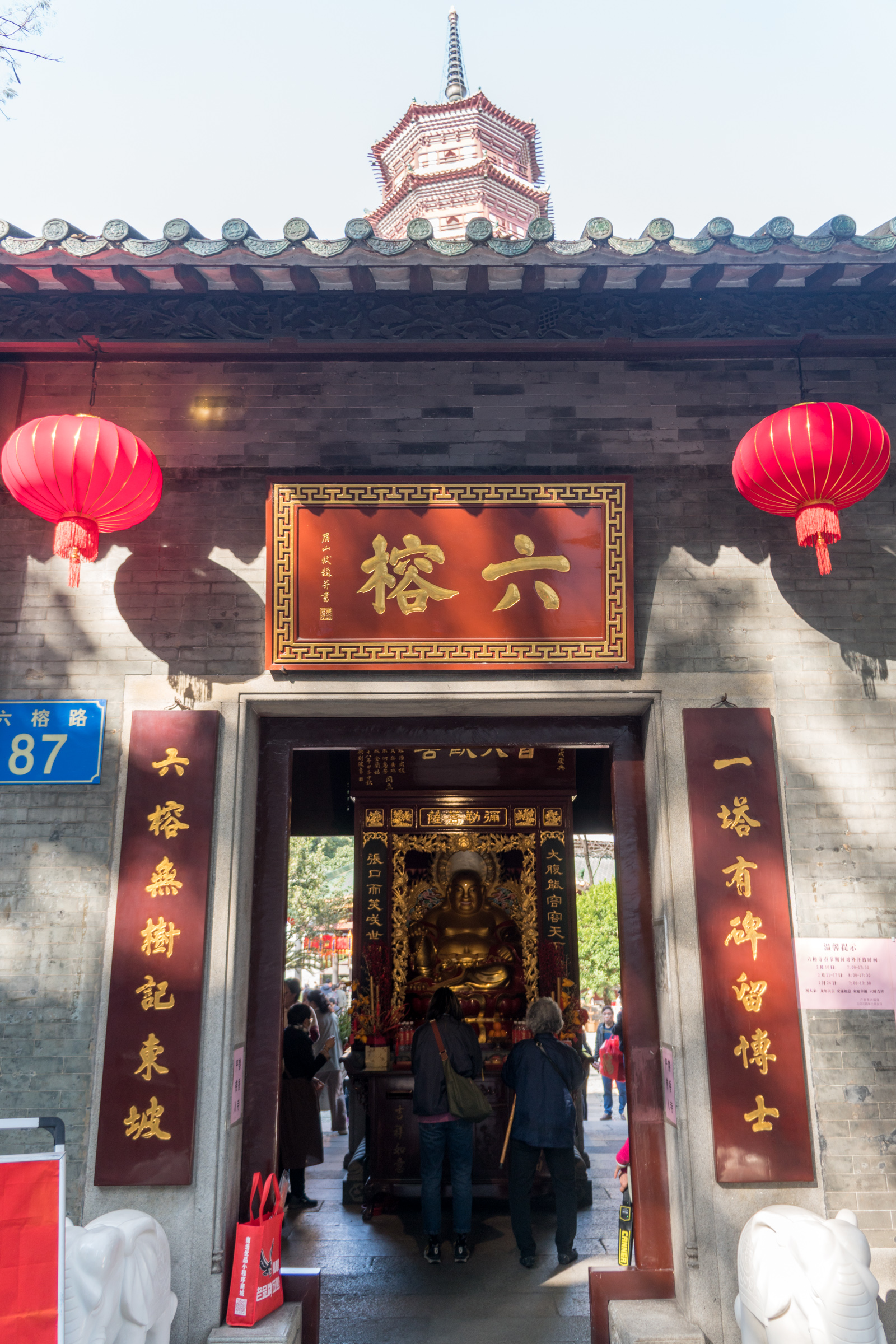
大门

1949年中华人民共和国成立，寺内一部分房屋马上被卫生部门和工厂占用。当时有玄冲、新成、普觉先後任住持，但时间均短暂。
1952年，广州市佛教界推选姚雨平老居士和觉澄法师为佛教代表，并向叶剑英省长提出归还六榕寺的要求，当局随即要求卫生部门及工厂在三天内迁出。後当局再拨款修葺花塔和殿宇，重建接待厅。觉澄法师在寺内讲《法华》、《弥陀》等经，举行念佛七，传授三皈五戒，寺庙兴盛一时。
1956年，广州市佛协筹委会开始在寺内办公，至1958年正式成立，姚雨平居士被选为会长，觉澄法师、郭旦华女居士任副会长。
1960年，青壮年僧人被当局要求参加工厂「劳动」，遂推选觉澄法师作住持，云峰、宏扬为正副当家，负责管理寺庙事务。
1963年3月，六榕寺花塔被当局公布为广州市文物保护单位。
1964年後，因当局的政治运动，到访信众越来越少，寺庙除了房屋租金外没有其他收入。是年冬季，新成、澄斋两师在寺内创办「六榕纸类加工厂」，参加劳动的僧尼、居士共40多人，以维持生活。
1966年文化大革命开始後，六榕寺内佛像被露天安置，任由风吹雨打，後来除六祖铜像外全部佛像被毁。大部份经书被焚，大藏经和珍贵文物被搬走。1972年市文管会佔用六榕寺，以维修之名拆去大殿、接待厅、说法堂、覺皇殿等殿宇，改建为文物仓库、职工宿舍，只留下花塔、六祖铜像和七尊较小的铜佛像，寺庙变得面目全非。原六祖堂前有《曹溪法乳》牌坊，中匾上書「曹谿法乳」，左匾上書「塔影」，右匾上書「鐘聲」。牌坊前原有“立虎奇石”，又叫太平石，是铁禅当年把它从前清将军府花园内迎回六榕寺安置。牌坊原刻有趙藩在民國八年題的長聯，當時其正在孫中山廣東政府任交通總長。長聯內容是：
|  | 五宗衍派，四眾皈依，直指西竺真傳，祖庭說偈初無物；二石移歸，六榕補種，中興南華別境，佛國論功尚有人。 |

文革时太平石和牌坊皆被打碎。
近人柳橋金保泰撰書的長聯，描述了寺中景勝文物：「勝跡數名山，達摩履，東坡展，王勃碑，當年蠻海尋幽，三百鐘聲留過客；仔肩擔大法，舍利塔，南宗像，太湖石，此時格亭得古，五千弟子有傳人。」
另外广州昔日园林寺观中，保存下来的古代匾额数之不尽，仅光孝、六榕两寺庙，往日匾额对联多不胜数，但在经历文革後均荡然无存，甚至由光绪皇帝御笔牌匾都已消失。六榕寺前住持釋雲峰曾表示，存於六榕寺的玄奘法師頂骨已於文革時被毀。
1972年春尼克松访华，六榕寺作为景点之一，为此广州市革命委员会（前身是广州市军事管制委员会）拨款30万元人民币重修花塔，工厂、仓库全部迁出。1978年冬再正式全面维修花塔，六祖堂等处，并扩宽塔院，1982年2月竣工。1979年3月，恢复开放为宗教活动场所，云峰长老任住持。1982年8月，市文物管理委员会将六榕寺交还广州市佛教协会管理。1983年，广州市佛教协会和僧人成立六榕寺修建小组，筹款重建大雄宝殿，并在大殿南侧，重建说法堂，後再新建友谊殿（亦称泰佛殿）、功德楼、僧房，改建观音殿，五项工程建筑总面积为1600多平方米，同年4月被国务院确定为全国汉族地区重点保护寺院之一。1988年10月15日，迁出文物仓库，房屋交还僧人管理使用。1993年建藏经阁，1995年落成。现任住持法量法师。
在1983年6月11日興建的大雄寶殿，其中的释迦牟尼、阿弥陀佛和药师佛（每尊高6米、重10吨）及观音殿内的观音像（高4米，重约5吨），均是康熙二年（1663年）铸造，原安放在大佛寺，是广东省内现存最大的古代黄铜铸像。在文化大革命中，因红卫兵按当局的意思“破四旧”而将三尊佛像及观音菩萨像“清出”大佛寺，肢解後送到西村南岸五金厂仓库，准备冶炼。后来因周恩来批示得到保留。1972年尼克松访华时因外交需要，广州市革命委员会将被肢解的铜像找出来，焊接复原后移供到了六榕寺。1982年再由政府出资修复原状，到1984年6月大雄宝殿落成後迁移进去，并由信徒捐资贴金。今天供奉在大佛寺的三尊大像，是仿照原型重新铸造。大雄宝殿建设经费中，市人民政府资助20万元，另再得到美国法王寺妙峰法师及信众、国内外佛教徒及十方檀越和港澳民众的捐助。
1989年6月，六榕寺花塔被广东省人民政府公布为广东省文物保护单位。2002年2月，重新核定公布。

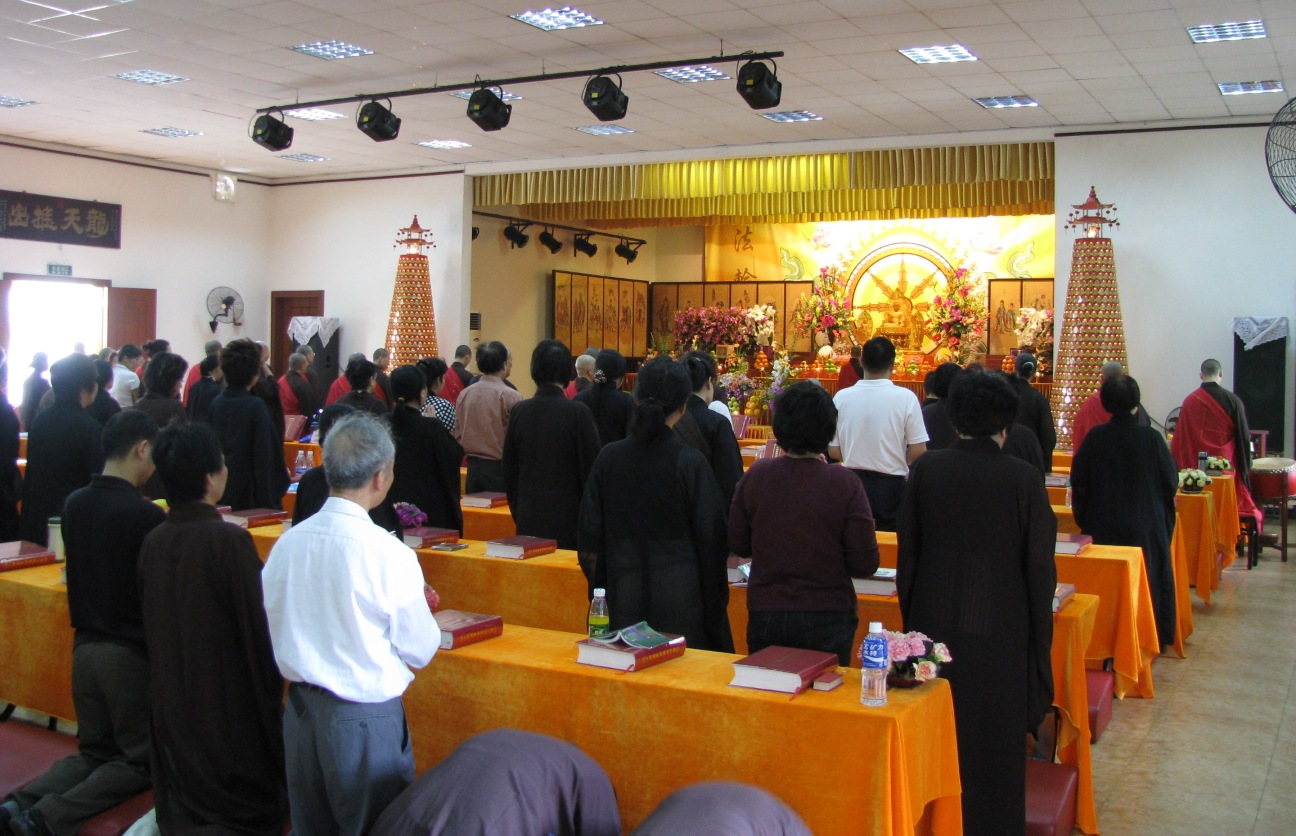
诵经堂内

1997年六榕寺以“六榕花塔”为特色入选广州市十大旅游景点。
由于花塔经历了近千年的风雨洗礼，虽经多次维修，但塔身仍出现了越来越多的裂缝，并倾斜1.7米而成了一座斜塔。为此，广州当局拨款400多万人民币，采用了“中华791化学浆”、碳素纤维布等材料，从2001年2月开始对花塔进行了加“箍”加固维修，并于同年8月底通过验收，现已重新开放。
2006年5月，六榕寺花塔被中华人民共和国国务院公布为全国重点文物保护单位。

## 建筑及特色
六榕寺建筑有山门、花塔、大雄宝殿、观音殿、六祖堂、藏经阁、补榕亭、祖师墓圆等。现存主要文物有花塔、三尊铜佛像、观音铜像、惠能铜像、重刻之王勃塔碑、祖师墓园和历代名画家画观音像石刻30幅等。
花塔，塔型呈八角，九级，连顶高57.6米。八级以下每级都分为两层，一明一暗，第九级只有一层，全塔共17层。柱周刻满佛像，整个金属塔顶及塔檐均用琉璃瓦覆盖。阳光照下，彩釉生辉，状如用九朵雕花叠成，故又名花塔。
六祖堂供奉中国禅宗第六代祖师惠能的铜像（高一米八、重一吨）。

### 未来规划
广州市当局在2005年曾规划将六榕寺扩建。根据规划稿，扩建后的六榕寺面積將擴大一倍多，佔地將超过2萬平方米，並重現六棵榕樹的古風貌，整體走向有望保持現在的東西軸線格局。但规划最终没有实行。

## 英文名稱
六榕寺的英文名稱在1949年前使用，花塔是。現時已被當局改為漢語拼音。